# Quatre-Septembre (métro de Paris)
Pour les articles homonymes, voir Quatre-Septembre et 4 septembre.
Quatre-Septembre est une station de la ligne 3 du métro de Paris, située dans le 2e arrondissement de Paris.

## Situation
La station est établie à l'est du quartier Gaillon à sa limite administrative avec le quartier Vivienne, sous la rue du Quatre-Septembre entre la rue de Gramont et rue de Choiseul. Approximativement orientée selon un axe est-ouest, elle s'intercale entre les stations Opéra et Bourse, tout en se situant à l'aplomb du tunnel de la ligne A du RER (entre les gares d'Auber et de Châtelet - Les Halles), dont le tronçon central longe en profondeur le tracé de la ligne 3 entre les stations Havre - Caumartin et Bourse.

## Histoire
La station est ouverte le 3 novembre 1904, soit près de deux semaines après la mise en service du premier tronçon de la ligne 3 entre les terminus provisoires d'Avenue de Villiers (actuelle station Villiers) et de Père Lachaise, intervenue le 19 octobre de la même année. Jusqu'à son achèvement complet, les rames de métro la traversaient sans y marquer l'arrêt.
Elle doit son nom à son implantation sous la rue du Quatre-Septembre, ainsi dénommée en mémoire des événements du 4 septembre 1870, date à laquelle la Troisième République fut proclamée. La station est ainsi la première du réseau dont le toponyme commémore une date symbolique ; elle est rejointe en 1987 par la station La Courneuve - 8 Mai 1945, actuel terminus de la ligne 7.
Comme un tiers des stations du réseau entre 1974 et 1984, les quais sont modernisés par l'adoption du style décoratif « Andreu-Motte », de couleur verte avec le remplacement des faïences biseautées d'origine par du carrelage blanc plat en l'occurrence. Dans le cadre du programme « Renouveau du métro » de la RATP, les couloirs de la station sont rénovés à leur tour le 16 mai 2003, ce qui entraîne la disparition du carrelage vert plat au débouché des couloirs d'accès aux quais.
Le 1er avril 2016, la moitié des plaques nominatives sur les quais de la station sont remplacées par la RATP pour faire un poisson d'avril le temps d'une journée, comme dans douze autres stations sur le réseau. Quatre-Septembre est ainsi humoristiquement renommée « Premier Avril ».

### Fréquentation
Selon les estimations de la RATP, la station a vu entrer 1 997 741 voyageurs en 2019, ce qui la place à la 245e position des stations de métro pour sa fréquentation sur 302,. En 2020, avec la crise du Covid-19, son trafic annuel tombe à 938 821 voyageurs, la reléguant alors au 247e rang, avant de remonter progressivement en 2021 avec 1 165 004 entrants comptabilisés, ce qui la rétrograde cependant à la 264e position des stations du réseau pour sa fréquentation sur 304 cette année-là,.

## Services aux voyageurs

### Accès
La station dispose d'un unique accès intitulé « Rue du Quatre-Septembre », débouchant au droit du no 20 de cette rue, sur le terre-plein faisant l'angle entre les rues de Choiseul et Monsigny. Constitué d'un escalier fixe, il est orné d'un édicule Guimard, lequel fait l'objet d'une inscription au titre des monuments historiques par l'arrêté du 29 mai 1978, protection renouvelée le 12 février 2016.

Accès à la station
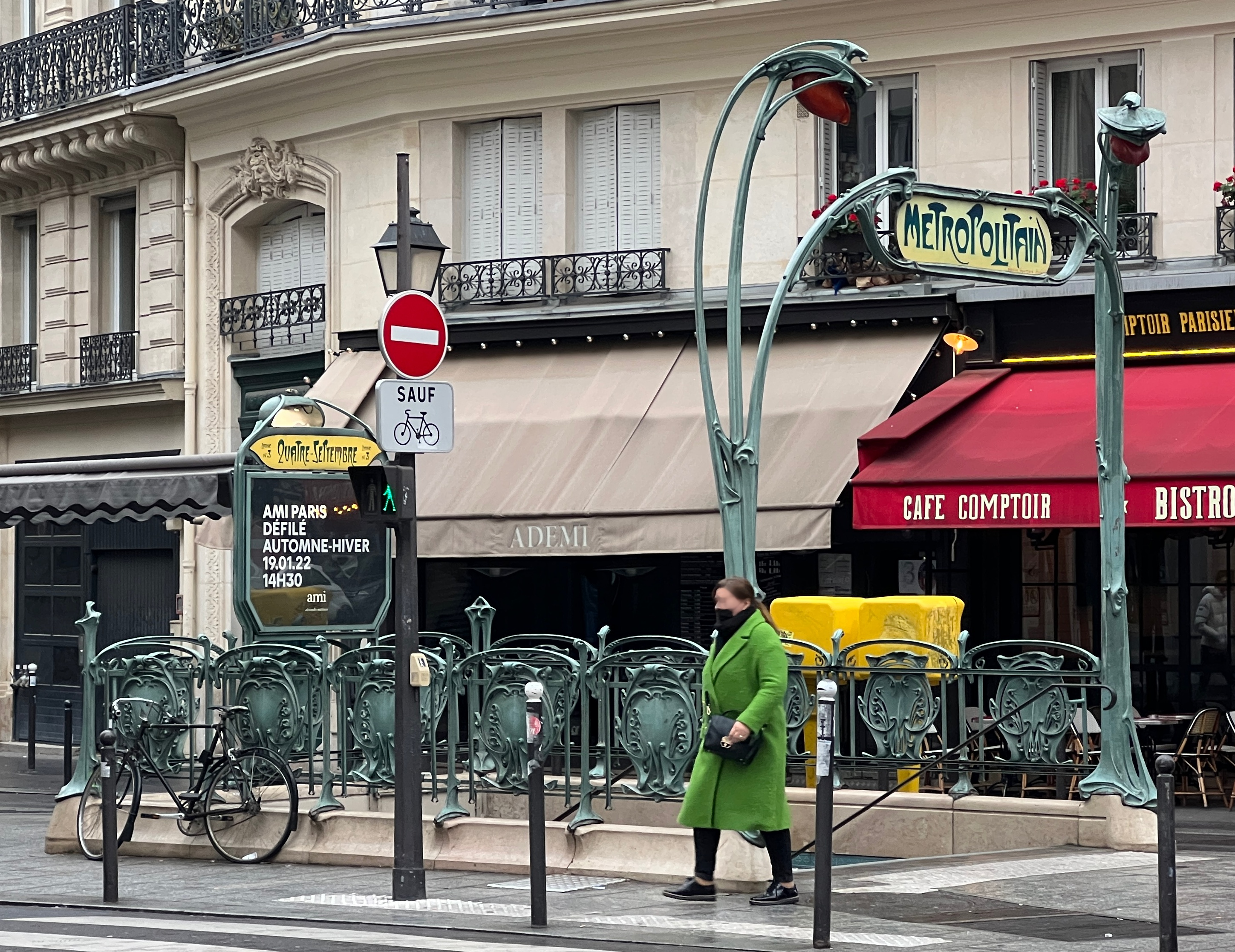
L'entrée de la station.
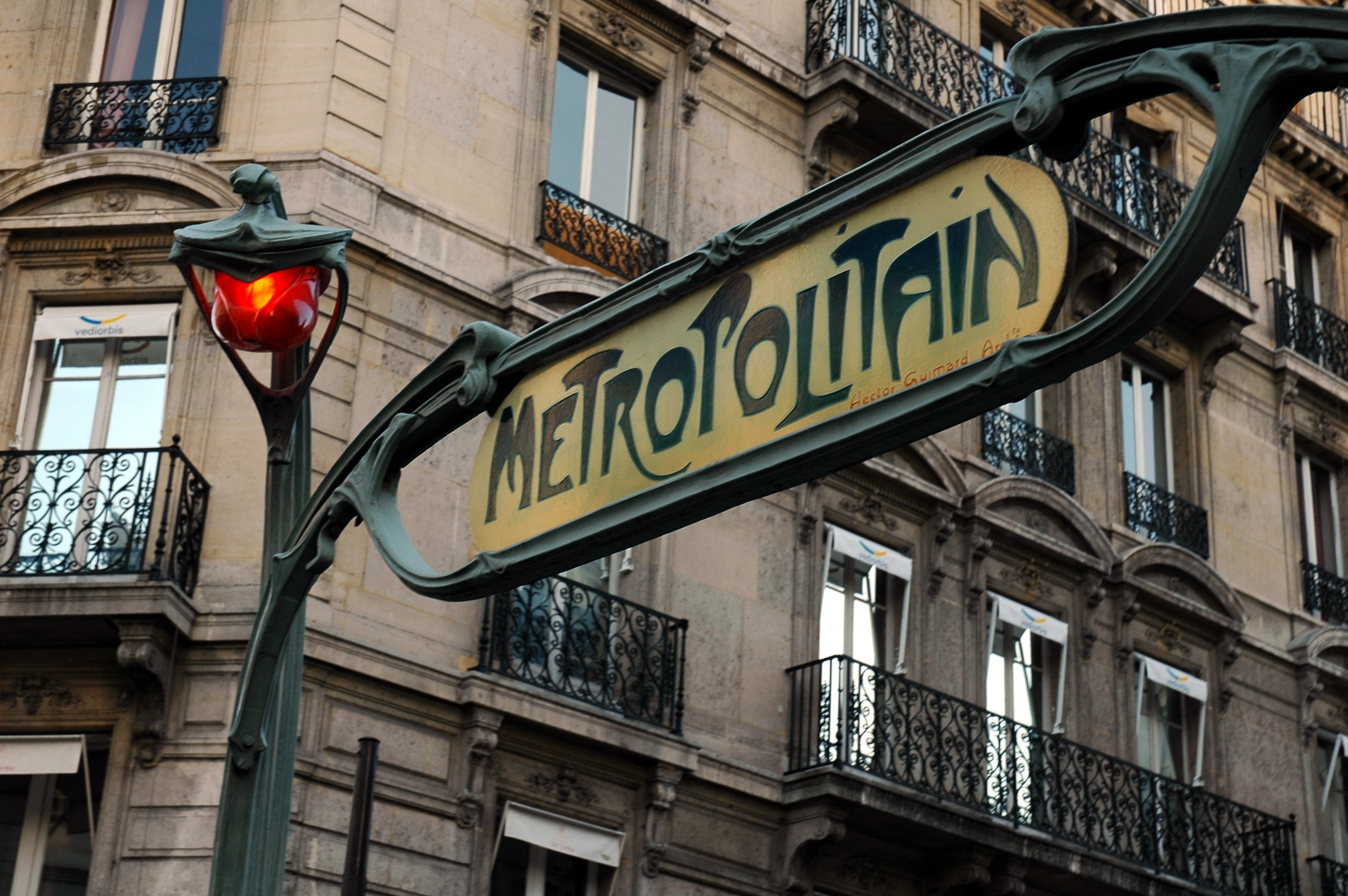
Détail du portique de l'édicule Guimard.

### Quais
Quatre-Septembre est une station de configuration standard pour le métro de Paris : elle possède deux quais, d'une longueur conventionnelle de 75 mètres, séparés par les voies du métro situées au centre et la voûte est elliptique. La décoration est de style « Andreu-Motte » avec deux rampes lumineuses de couleur vert olive, ainsi que des banquettes recouvertes de carrelage vert plat et surmontées de sièges « Motte », dont la teinte, passée du vert au blanc dans les années 2000, rompt l'uniformité colorimétrique du style décoratif. Ces aménagements sont mariés avec les carreaux en céramique blancs plats qui recouvrent les piédroits ainsi que les tympans, tandis que la voûte est simplement peinte en blanc. Les débouchés des couloirs d'accès et de sortie sont traités en carrelage blanc biseauté classique en remplacement du carrelage « Motte » vert plat. Les cadres publicitaires sont métalliques et le nom de la station est inscrit en police de caractères Parisine sur des plaques émaillées.

Quais de la station
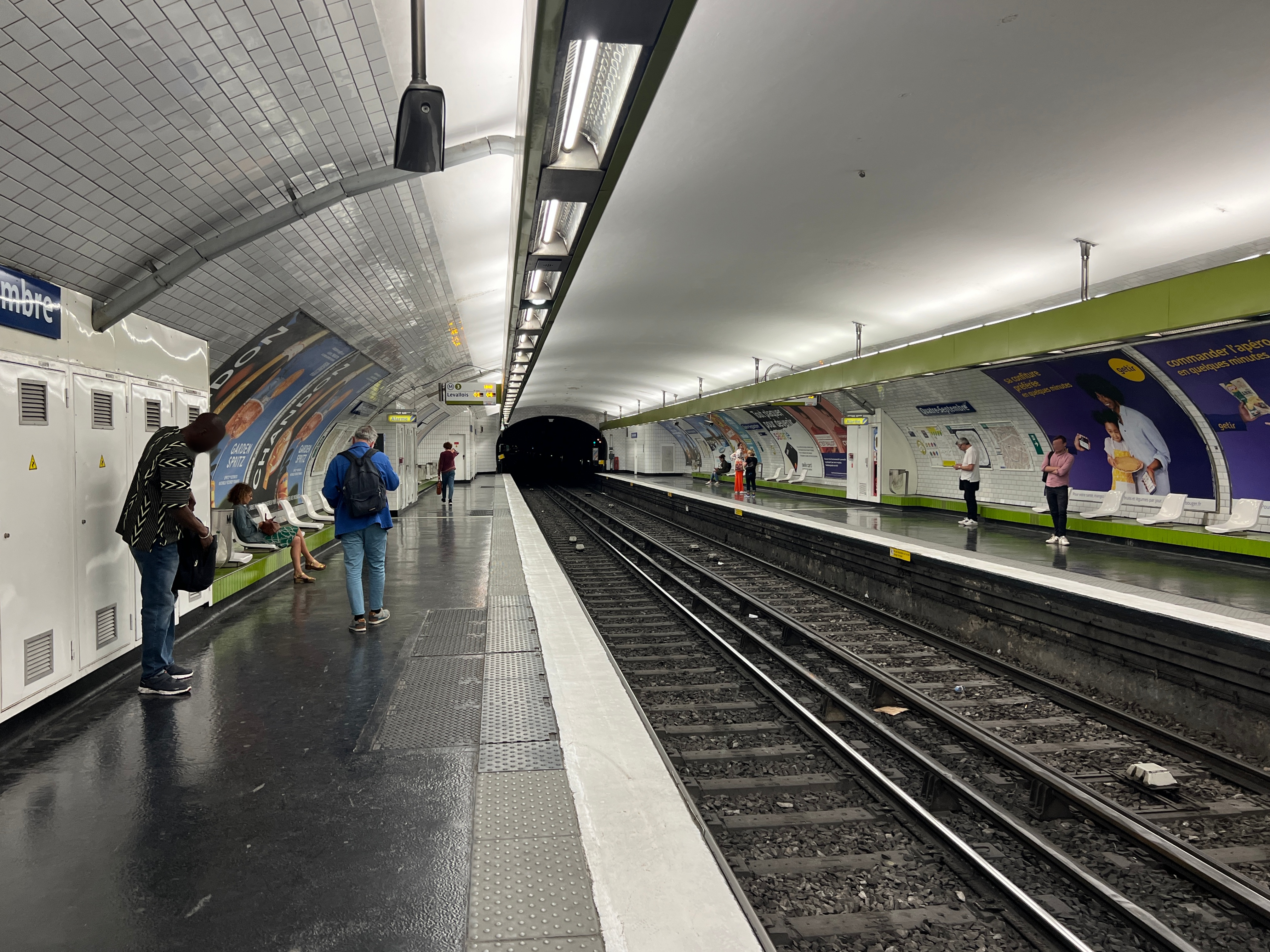
Vue d'ensemble des quais en direction de Gallieni.
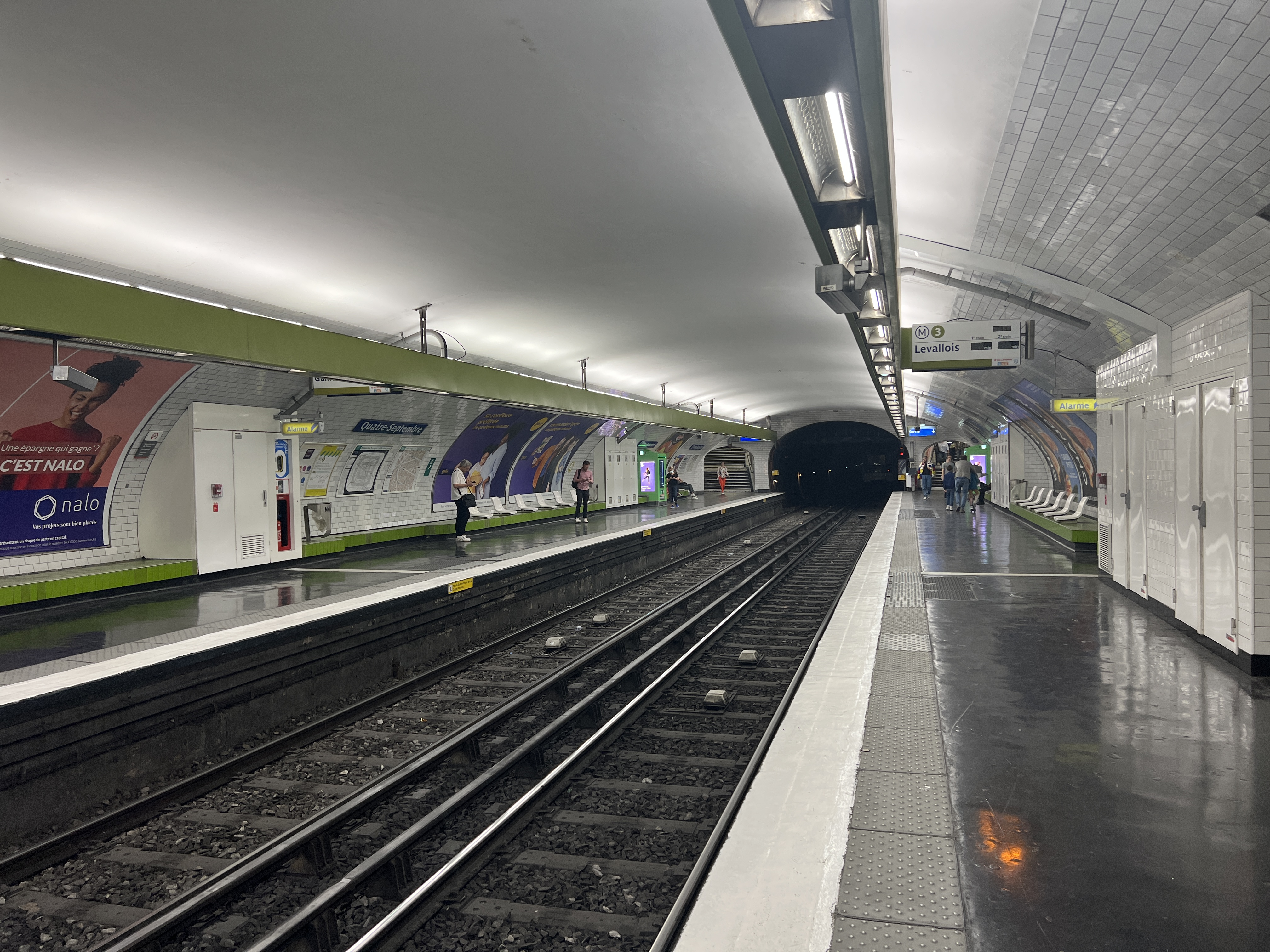
Les quais vus en direction de Pont de Levallois - Bécon.
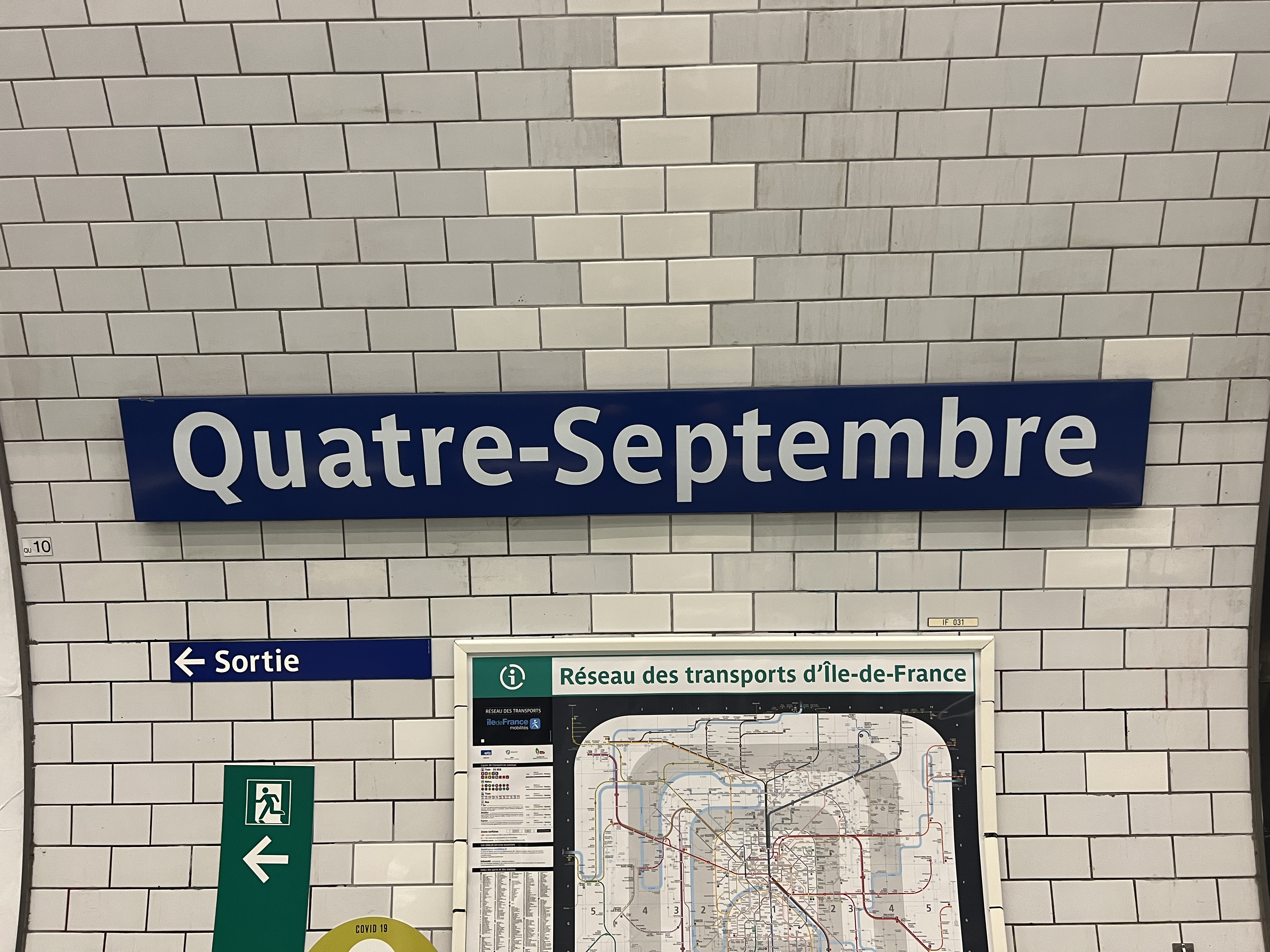
Plaque émaillée indiquant le nom de la station.

### Intermodalité
La station est desservie par les lignes 20 (en direction de Porte des Lilas uniquement), 29 (en direction de Porte de Montempoivre uniquement), 39, 74 et 85 du réseau de bus RATP (en direction de Châtelet uniquement pour ces deux dernières) et, la nuit, par les lignes N15 et N16 du réseau Noctilien.

## À proximité
- Le Centorial (ancien siège central du Crédit lyonnais, également nommé hôtel des Italiens)
- Théâtre de la Michodière
- Théâtre des Bouffes-Parisiens
- Passage Choiseul
- Théâtre national de l'Opéra-Comique
- Square Louvois
- Bibliothèque nationale de France (site de la rue de Richelieu)

## Dans la culture
La chanson Station Quatre Septembre, écrite et composée par Benjamin Biolay, et interprétée par Vanessa Paradis sur son album Love Songs, semble évoquer la station. Biolay a également repris lui-même la chanson.